# Viimsi (gemeente)
Viimsi is een gemeente in de Estische provincie Harjumaa. De gemeente telde 23.018 inwoners op 1 januari 2024 en heeft een oppervlakte van 73,26 vierkante kilometer. De gemeente telt twee vlekken (alevikud), de hoofdplaats Viimsi zelf en Haabneeme, en twintig dorpen (külad): Äigrumäe, Idaotsa, Kelnase, Kelvingi, Lääneotsa, Laiaküla, Leppneeme, Lõunaküla, Lubja, Metsakasti, Miiduranna, Muuga, Pärnamäe, Pringi, Püünsi, Randvere, Rohuneeme, Tagaküla, Tammneeme, en Väikeheinamaa.
Tot de gemeente behoren behalve het schiereiland Viimsi ook de bewoonde eilandjes Naissaar en Prangli en het onbewoonde eilandje Keri. Het eiland Aegna, dat dichter bij het schiereiland ligt, hoort bij de gemeente Tallinn.
In de hoofdplaats Viimsi is het Estisch Oorlogsmuseum – Generaal Laidoner Museum (Estisch: Eesti Sõjamuuseum – Kindral Laidoneri Muuseum) gevestigd. Bij Muuga ligt de grootste haven voor vrachtvervoer in Estland.

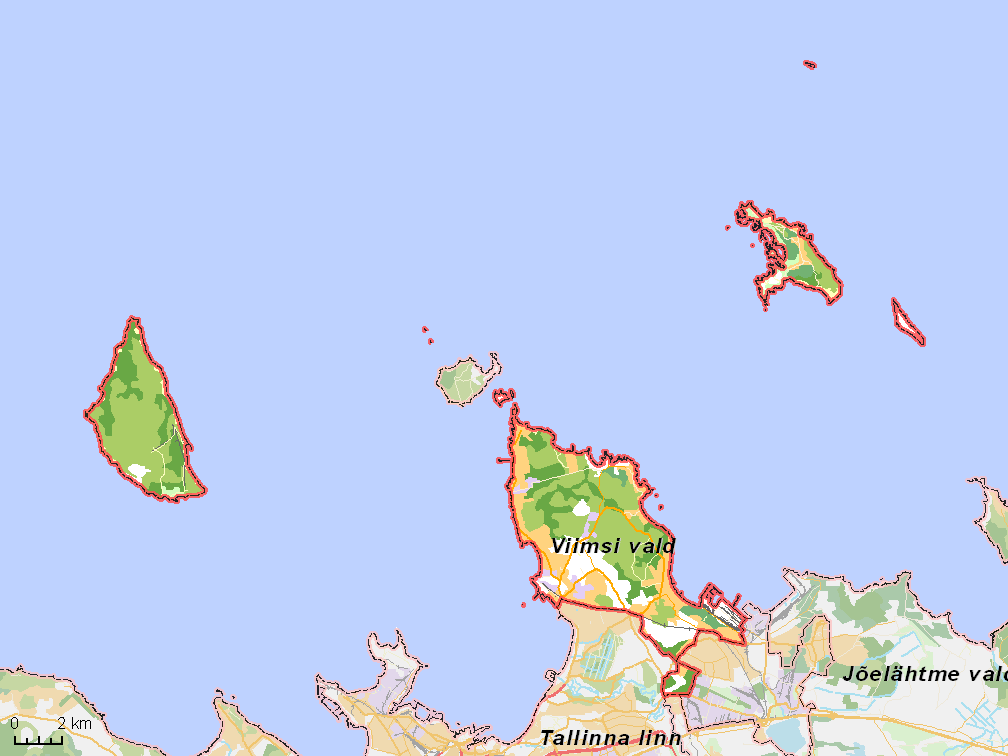
De gemeente met omliggende gemeenten